# Justicia leucothamna
Justicia leucothamna är en akantusväxtart som först beskrevs av Paul Carpenter Standley, och fick sitt nu gällande namn av T.F.Daniel, Carnevali och Tapia. Justicia leucothamna ingår i släktet Justicia och familjen akantusväxter. Inga underarter finns listade i Catalogue of Life.